# 못말리는 3공주
《우리집 3자매》 또는 《못말리는 3공주》(일본어: うちの3姉妹)는 일본의 애니메이션으로 원작은 마츠모토 프리츠이다.

## 옥의 티
난 몹시라고 해:옥의 티가 엄청 많은 에피소드 초반부터 몹시장 문이 북쪽이지만 그 후로 몹시장 문이 남쪽이다 몹시의 똥은 6개 였지만 10개가 됐다 치이의 이야기를 했을때 몹시장 문이 없어지는 오류가 있었다 엉뚱극장 문제에서도 스우가 몹시장 이불을 덮어 씌었는데 정답은 치이라고 하는 설정 오류가 있다

## 개요
이 만화는 실제의 3명의 딸을 키우고 있는 마츠모토 프리츠가 경험했던 일을 2005년 10월부터 자신의 블로그에 기록한 스토리다.
마츠모토 프리츠가 블로그를 개설한 지금까지 총 750만의 조회를 기록한 3명의 딸을 키우는 엄마의 육아 일기를 통해 주부들의 공감대를 이끌어 냈다.
어디나 있는 평범한 어머니가 적어낸 이야기가 솔직하면서도 웃음을 주는 스토리와 함께 유치원 교사 능력을 살린덕에 이 스토리들이 마츠모토 프리츠의 블로그가 큰 인기를 얻었고, 이후에 주부의 벗사라는 출판사에서 이 만화가 만화책으로 발간되었기도 하였다.
이런 스토리가 주부에게도 큰 인기를 얻었고, 미혼인 20대와 3명의 딸들과 나이가 비슷한 아이들에게도 큰 인기를 얻었다.
어떻게 보면 개성도 넘치고 어떻게 보면 어느 곳에서 볼 수 있을 듯한 가족사를 그려낸 가족 애니메이션이 나름대로 행복한 어머니의 모습을 보는 그런 내용이다.
도에이 애니메이션에서는 2008년부터 방영하기 시작했고,
2009년 5월에 챔프에서 못말리는 3공주라는 이름으로 처음 방영되었다.
대부분 대원방송에만 방영했지만 2010년 부터 2011년까지 스페이스툰에서 방영하였다.# 그 뒤로 다른 채널은 방영하지 않았다.
둘리 (아기공룡 둘리)와 자매 애니메이션 이기도 한다.

## 등장인물

### 주인공
- 마츠모토 후우카/ 후우(C.V. 오오타니 이쿠에/ 한수림): 3자매 중 첫째. 빠른 2000년생. 나이는 5살. 엉뚱하고 겁이 많고 잘 운다. 첫째답게 똘똘하고 현명하고 동생이랑 잘 놀아주려고 하는 의젓한 모습을 보인다. 좋아하는 것은 프리큐어. 싫어하는 음식은 피망.
- 마츠모토 스즈카/ 스우(C.V. 카나이 미카/ 이명희: 3자매 중 둘째. 2002년생. 나이는 3살. 반항적이지만 의외로 겁이 많고 잘 운다. 보이시한 외모,성격,목소리를 가졌고 여자아이답지 않게 파워레인저, 로봇, 파랑색, 하늘색을 좋아한다. 느긋하고 천진난만한 성격. 싫어하는 음식은 당근.
- 마츠모토 치하나/ 치이(C.V. 카와타 타에코 / 이지현): 3자매 중 셋째이자 막내. 2004년생. 나이는 1살. 보통 아무거나 잘 먹는다. 예민하고 깐깐한 성격. 먹는 것을 좋아하고, 잘 밝힌다. 싫어하는 음식은 고기.

### 후우&스우&치이 가족
- 마츠모토 프리츠/ 엄마(C.V. 후지무라 치카/ 최수민): 작가의 오너캐. 직업은 만화가. 매일 3공주를 보살피느라 바쁜 엄마.
- 마츠모토 씨/ 아빠(C.V. 츠지타니 코우지/ 서원석): 직업은 회사원. 다정하는 아빠.
- 몹시(C.V. 시바하라 치야코/ 이미나): 3공주가 키우는 토끼.
- 친할아버지(C.V. 후쿠마츠 신야/ 최낙윤)
- 친할머니(C.V. 니시가키 유카/ 김민정)
- 외할아버지(C.V. 쿠리타 케이/ 심정민)
- 외할머니(C.V. 츠도 에리카/ 김성연)

### 후우의 친구
- 다이/ 대성(C.V. 사토 치에): 후우카 친구. 나이는 5살. 대식이와는 달리, 머리 좋고 상냥한 성격이다. 치하나가 좋아한다. 후우카와 별로 친하다고할 수는 없지만, 가끔 같이 말을 하기도 한다.
- 소라: 후우카 친구. 나이는 5살. 화를 잘 낸다. 딱 봐도 다혈질이다. 언제는 스즈카와 결투를 한 적이 있다.
- 유미: 후우카 친구. 나이는 5살. 태성이를 좋아한다. 똑똑하고, 야무진 성격인 듯 하다. 5살이 2월 14일은 발렌타이 데이라 여자가 좋아하는 남자한테 초콜릿을 주는 날인것도 알고, 초등학생 되면 정리정돈도 잘해야 한다고 후우카한테 이야기 해줬다.
- 태성: 유미가 좋아하는 친구. 나이는 5살. 씩씩하다.
- 명란이: 후우카 친구. 나이는 5살. 스즈카가 명란젓이라고 놀렸다.

### 스우의 친구
- 켄/ 대식(성우: 세토 사오리): 스즈카 친구. 나이는 3살. 먹보. 먹는 것을 좋아한다. 치하나가 먹고 있는 음식을 뺏어먹을 때가 있다. 스즈카처럼 제멋대로다. 가끔 만나서 놀기도 한다. 또, 어쩌다 한 번 쯤은 같이 캠핑 가기도 한다.

### 선생님
- 스즈카 발레 선생님: 여선생님.
- 후우카 발레 선생님: 꽃미남. 후우카와 후우카 엄마가 좋아한다.
- 신혜리 선생님: 스즈카 유치원 선생님. 예쁘고, 상냥하신 성격이다.

### 기타 등장인물
- 파란색 인: 못말리는 3공주라면 언제나 등장하는 캐릭터.
- 경찰관 아저씨: 매일 열심히 순찰 중 이시다. 스즈카는 삐뿌 아저씨라고 부른다. 스즈카가 수고 많이 하세요를 사고 많이 나세요 라고 해서 당황해 했다.
- 대성&대식이 엄마: 후우카&스즈카&치하나 엄마랑 친하다. 그래서 매일 이야기도 나눈다. 가끔 같이 캠핑 가기도 한다.
- 대성&대식이 아빠: 후우카&스즈카&치하나 아빠랑 친하다. 가끔 같이 캠핑 가기도 한다. 후우카가 좋아한다.
- 하와이 사람들: 후우카&스즈카&치하나 가족이 하와이에서 만난 사람들. 후우카&스즈카&치하나를 반겨준다.
- 명란이 엄마